# Juan Oviedo (beisbolista)
Juan Carlos Oviedo, previamente conocido como Leo Núñez, (Bonao, 15 de marzo de 1982) es un exbeibolista dominicano que jugaba en la posición de lanzador. Jugó en la Major League Baseball con los Kansas City Royals, los Miami Marlins y los Tampa Bay Rays.

## Trayectoria
Oviedo fue firmado originalmente por los Piratas de Pittsburgh como amateur el 16 de febrero de 2000. De 2001 a 2004, fue usado principalmente como lanzador abridor en el sistema de novato de los Piratas. El 16 de diciembre de 2004, fue canjeado a los Reales de Kansas City a cambio del receptor Benito Santiago.
Después de ser canjeado a los Reales, se convirtió en un lanzador de relevo a tiempo completo. Comenzó la temporada 2005 con el equipo Single-A High Desert Mavericks. Fue promovido al equipo Doble-A Wichita Wranglers después de registrar una efectividad de 9.00 en ocho partidos. El club de Grandes Ligas compró su contrato por el 9 de mayo de 2005, e hizo su debut en las mayores el mismo día.
Junto con sus compañeros de equipo Ambiorix Burgos y Andrew  Sisco, fueron el primer trío de lanzadores novatos en la historia de las Grandes Ligas en lanzar al menos 50.0 innings cada uno sin hacer una apertura. Oviedo terminó la temporada 2005 con un récord de 3-2 y una efectividad de 7.55  en 41 partidos.
En 2006, Oviedo jugó para los Wichita Wranglers, en Triple-A para los Omaha Royals, y en el nivel de Grandes Ligas. Sólo jugó en siete partidos de Grandes Ligas en 2006, con una efectividad de 4.73.
En 2007, se convirtió de nuevo en un lanzador abridor.
El 22 de junio de 2007, Oviedo habría sido cambiado a los Atléticos de Oakland por el jardinero Milton Bradley. Sin embargo, según informes de los Reales, Bradley estaba lesionado en el momento y el canje fue anulado.
Después de la temporada 2008, Oviedo fue canjeado por los Reales a los Marlins de la Florida por el primera base Mike Jacobs. En 2009, Oviedo se convirtió en el cerrador del equipo después de que los Matt Lindstrom fuera colocado en la lista de lesionados a finales de junio. Terminó la temporada con 26 salvamentos.
El 1 de abril de 2012, MLB anunció que suspendería a Oviedo seis semanas después de que éste sea removido de la lista restringida. Oviedo debe obtener una visa para ser removido.

## Controversia
El 22 de septiembre de 2011, los Marlins colocaron al entonces Núñez en la lista restringida, sin incluir una razón. The Associated Press informó de que su verdadero nombre era Juan Carlos Oviedo, que era un año mayor que como estaba en la lista oficial, y que regresó a la República Dominicana para tratar el tema. El presidente de la Junta Central Electoral dominicana Roberto Rosario dijo que Oviedo firmó una declaración jurada diciendo que usó documentos de identidad falsos. El cónsul general Manuel Felipe Almánzar, dijo que Oviedo era de Bonao y no Jamao al Norte. Núñez era el mejor amigo de Oviedo desde la infancia. Oviedo asumió la nueva identidad a fin de recibir un contrato más lucrativo y que pareciera tener 16 años de edad en lugar de 17.

### Arresto
Núñez fue arrestado por las autoridades dominicanas tras su llegada a Santo Domingo para ser sometido a la justicia por delito de doble identidad.